# 宝莲灯前传
《宝莲灯前传》 是2009年4月由中国中央电视台电视剧频道播出的一部46集古装神话电视连续剧。本剧为2005年电视剧《宝莲灯》的前传。于2007年8月18日开机拍摄。在2008年11月29日正式杀青。由焦恩俊、林湘萍、周扬领衔主演。

## 概要
本剧为编剧九年的第三部影视作品。因2005年的电视剧《宝莲灯》大受好评，收视率较高，所以之后筹拍了宝莲灯的前传。
《宝莲灯前传》是继之前央视热播的《宝莲灯》之后，由原班人马打造的一部续集。从编剧、导演、主演到幕后班底，和《宝莲灯》相比，这部前传在延续了其创作风格之余，比《宝莲灯》的想象力更丰富，喜剧色彩也更加浓厚。
内容讲述的是“二郎神”和“三圣母”从凡人演变成神仙的过程，和《宝莲灯》中的故事完全不同。在以往的神话剧中，“二郎神”都是一个被符号化的反面角色，焦恩俊透露，在《宝莲灯前传》里说明了“二郎神”其实是一个不折不扣的好人。

## 登场角色
杨戬
饰：焦恩俊 （ 臺灣）
玉皇大帝的亲外甥，天庭的司法天神，灌江口的昭惠显圣二郎真君。曾经劈山救母；力斩九个太阳；后因治弱水有功，被封为二郎真君。他爱心上人嫦娥，却又因敖寸心的恩情，与敖寸心结为夫妻。新婚之际，他应元始天尊之命，辅佐姜子牙讨伐纣王，参与封神大战。他对兄弟重情重义，一路上收伏哮天犬、三首蛟、梅山兄弟。后在孙悟空大闹天宫中，生擒孙悟空。他为天庭立下赫赫战功，是天界第一战神，但因与玉帝有着杀母之仇，始终坚持“听调不听宣”。杨戬与敖寸心婚后风波不断，两人性格理念不同，加上王母的阴谋，杨戬被逼无奈下与敖寸心结束夫妻关系，被天庭封为司法天神，司掌天条。杨戬忍辱负重，表面上心狠手辣，为了天庭做尽恶事，实则为了三界众生，多次暗中帮助黎民百姓，一生不惜背负恶名，默默孤独忍受一切，并最终失去了一直深爱着他的妻子敖寸心。
敖寸心
饰：林湘萍 （ 新加坡）
西海龙宮三公主，天庭的司法天神杨戬的妻子，她深爱杨戬，对杨戬有救命之恩，更是为了杨戬不惜离家出走，并陪伴杨戬治弱水，杨戬因为愧疚与报恩，最终娶了寸心。然而婚后寸心因杨戬与嫦娥的关系，争风吃醋，与杨戬争吵不断，加上王母娘娘的从中破坏，最终与杨戬结束一千年的夫妻关系。离婚之后的寸心慢慢认识到自己的错误，后来也理解了丈夫的难处，为了帮助杨戬，敖寸心独自承担下对丈夫杨戬不利的罪名，最终被褫夺公主封号，贬为普通龙族，永世囚禁于西海。临别之际，敖寸心与杨戬两人深情拥抱，流泪告别。
杨婵
饰：周扬
玉皇大帝的亲外甥女，西岳华山三圣母，天庭的司法天神杨戬的妹妹，因爱上凡人刘彦昌，被杨戬囚禁于华山之下。
瑶姬
饰：刘涛
玉皇大帝的妹妹，天庭的长公主。是在天庭中掌管欲界四重天的美丽女神。因三首蛟私动欲念出逃而追捕下界，后在与三首蛟的战斗中被暗算而抓碎了心脏，后被路过的书生—杨天佑所救，杨天佑愿意将自己的心献出与瑶姬共同使用，后来瑶姬明白了“爱是付出，欲是索取！”，自愿冒着违反天规的危险将自己许配给杨天佑，用自身的仙术在人间建立了富贵人家的地位而幸福的生活着，并生下了三个孩子。后被玉帝发现，令天兵天将抓捕瑶姬归天，后在与玉帝的争执中被玉帝镇压在桃山之下。二儿子杨戬学就本领劈开桃山救出了瑶姬，最後玉帝大怒，派出十个太阳将瑶姬晒死。
- 玉鼎真人/须菩提祖师 - 王駿（ 马来西亚）
- 太乙真人 - 陈明昊
- 楊天佑 - 李光洁
- 七仙女 - 郭珍霓
- 八仙女 - 陆怡璇
- 嫦娥 - 李欣汝
- 玉帝 - 王衛国
- 王母娘娘 - 刘晓庆
- 观音 - 譚小燕
- 天蓬元帥/猪八戒 - 謝寧
- 卷帘大将/沙悟净- 黄奕良（ 新加坡）
- 孫悟空 - 丁健
- 哮天犬 - 陳創
- 哪吒 - 宋祖儿
- 五哥 - 柳小海
- 狐妹 - 張倩
- 弱水 - 付瑶
- 三首蛟 - 王坤
- 東海四公主(听心) - 劉希媛

- 劉彦昌 - 刘小锋
- 沉香 - 曹駿
- 李靖 - 郭明翰

## 用语解说
天眼
天眼是瑶姬的法宝，像一个吊坠似的饰物。在瑶姬被抓回天庭时交给了杨戬，后来天眼成为了杨戬的第三只眼睛。可看清任何事物的动向，也可释放出十分强烈的毁灭波光消灭敌人。
宝莲灯
催龄掌
劈天神掌

## 职员表
- 制片人：李功达
- 出品人：张华山
- 总监制：李汀、苟鹏、何佳
- 总策划：张子扬、邸楠楠
- 监制：周里欣、王光
- 策划：谭涛
- 技术监制：姚平
- 编剧：九年
- 责任编辑：阮丹娣
- 动作导演·武术指导：国建勇、刘方
- 片头题字：张文
- 电脑动画：韩笑
- 摄像：管健雄（台湾）、顾其铭
- 剪辑：侯琦
- 化妆：张蓉
- 作曲：许舒亚
- 录音：苗青
- 总美术：张鹏
- 制片主任：夏晓谦
- 导演：余明生（中国香港）
- 执行导演：周国栋
- 拍摄日期：2007年8月18日
- 制作周期：6个月
- 拍摄地点：河北涿州影视城
- 版权号：（央）剧审字（2009）第003号
- 联合制作：中国电视剧制作中心、北京松联国际影视文化传媒有限公司、北京大卉文化发展有限公司、北京天星际影视文化传播有限公司
- 制作许可证：甲第001号

## 主题歌
片尾曲
《远处有座山》
作词：化方 作曲：许舒亚 演唱：曹芙嘉

## 关联条目
- 宝莲灯
- 宝莲灯 (2005年电视剧)